# Markelfingen (stacja kolejowa)
Markelfingen – przystanek kolejowy w Radolfzell am Bodensee, w dzielnicy Markelfingen, w kraju związkowym Badenia-Wirtembergia, w Niemczech.
| Markelfingen                |  |                              |
| Linia Hochrhein             |  |                              |
| Radolfzellodległość: 3,2 km |  | Allensbach odległość: 5,7 km |